# Der Zauberhut
Der Zauberhut (Originaltitel: Sourcery) ist ein Roman von Terry Pratchett. Er ist der fünfte Scheibenwelt-Roman und macht den Leser mit dem Konzept der Kreativen Magie, als der Quelle aller Magie, vertraut. Protagonist ist der minderjährige Münze sowie der aus früheren Romanen bekannte Rincewind. Der Zauberhut wurde 1988 veröffentlicht. Die deutsche Erstausgabe erschien 1990 im Heyne Verlag.

## Handlung
Als achter Sohn eines achten Sohnes ist Allesweiß, der Rote, ein mächtiger Zauberer. Nachdem er von der Unsichtbaren Universität verbannt wurde, heiratete er und hatte Söhne. Die ersten sieben wurden ebenfalls mächtige Zauberer, der achte allerdings, Münze, ist ein „Kreativer Magus“ (im Original „sourcerer“). Während gewöhnliche Zauberer vorhandene Magie nutzen, ist ein Kreativer Magus eine Quelle der Magie.

An dem Tag seines Todes flüchtet Allesweiß in seinen Zauberstab, den er Münze vermacht. Über diesen Stab gelingt es ihm, Macht über seinen achten Sohn zu ergreifen. Dieser, von seinem Vater kontrolliert, übernimmt die Macht in der Unsichtbaren Universität mit Hilfe der viel mächtigeren freien Magie. Daraus folgen eingreifende Veränderungen, so errichtet er beispielsweise einen riesigen Turm, verwandelt den Patrizier in eine Eidechse und übernimmt damit auch die weltliche Macht in der Stadt Ankh-Morpork. Außerdem setzt er freie Magie frei, wodurch nun alle Magier der Universität unheimlich mächtig sind und startet einen magischen Krieg gegen andere Städte.

Währenddessen lässt sich der Hut des Erzkanzlers von der Heldin Conina stehlen, welche wiederum auf den erfolglosen Zauberer Rincewind trifft. Gemeinsam, und unter Befehl des Hutes, fliehen sie auf einem Boot aus der Stadt und kommen über Umwege in die Gefangenschaft eines Serifs in Al Khali. Der Hut hingegen geht eigene Wege und führt den magischen Krieg gegen seine Heimatstadt und die unsichtbare Universität. Währenddessen gelingt der Gruppe rund um Rincewind die Flucht, der Zauberer kehrt nach Ankh-Morpork zurück, mit dem Ziel, Münze aufzuhalten.

Während sich die Vorboten für eine Ende der Scheibenwelt häufen, gelingt es Rincewind eher zufällig, Münze zum Umdenken zu bewegen und sich gegen seinen Vater und den Zauberstab zu stellen. Allerdings bleibt Rincewind dabei in der Kerkerdimension gefangen.

### Einordnung innerhalb der Scheibenweltromane
In dem Roman Der Zauberhut werden diverse Personen, welche schon aus den vorher veröffentlichten Romanen bekannt sind, wieder aufgegriffen. Neben Truhe und Tod, welche hier eher Nebenrollen haben, ist vor allem Rincewind erneut ein handlungstragender Protagonist. Bereits in Die Farben der Magie und Das Licht der Phantasie war er die zentrale Figur. Nach gängigen Empfehlungen zur Lesereihenfolge wird dieses Buch als dritter Teil der Rincewind-Reihe einsortiert. Des Weiteren hat der Autor das Buch als guten Start in die Scheibenweltromane empfohlen.

## Rezeption
Auf goodreads.com erlangte das Buch 3.89 von 5 möglichen Sternen bei 85,915 abgegebenen Bewertungen (Stand 26. März 2021).

Die Kritiken fielen größtenteils positiv aus, so wird beispielsweise der gelungene und von Pratchett gewohnte Sprachwitz positiv herausgestellt sowie sein kreativer Einfallsreichtum, beispielsweise in Hinsicht auf den sprechenden Hut. Es wird mehrmals herausgestellt, dass es diese Idee später erneut in Fantasywerke geschafft hat, so beispielsweise sehr zentral in die von J. K. Rowling geschriebenen Harry Potter Romane.